# Phil Jagielka
Philip Nikodem "Phil" Jagielka (Sale, 17 de agosto de 1982) é um ex-futebolista inglês que atuava como zagueiro.

## Carreira

### Sheffield United
Phil Jagielka começou sua carreira em 1998, atuando nas categorias de base do Sheffield United. Antes disso, ele havia participado de algumas equipes de futebol amador. Continuou no Sheffield até assinar um novo contrato de três anos com o clube, em agosto de 2006. Ele jogou como capitão da equipe na ausência de Chris Morgan. Jagielka deu ao Sheffield United sua primeira vitória na Premier League desde abril de 1994, marcando um gol de meio-voleio aos 91 minutos de partida contra o Middlesbrough na vitória por 2-1, em setembro de 2006. Apesar de ser reconhecido como um dos principais jogadores do clube, o presidente Kevin McCabe admitiu que Jagielka poderia ser vendido se o preço fosse alto o suficiente. Em um jogo em casa contra o Arsenal em 30 de dezembro de 2006, devido a uma lesão na coxa ao goleiro Paddy Kenny e com sua equipe vencendo por 1 a 0, Jagielka foi forçado a jogar no gol pelo restante da partida. O Arsenal manteve-se recuado durante os 34 minutos restantes da partida, e uma defesa realizada por Jagielka contra um remate de Robin van Persie nos últimos segundos garantiu a vitória do Sheffield por 1-0. Suas habilidades em atuar no gol fizeram com que Neil Warnock constantemente não relacionasse nenhum goleiro reserva no banco para aprimorar suas táticas, utilizando Jagielka se necessário (naquela época, as regras da Liga limitavam o número de substitutos a 5).

### Everton
2007–2012
Jagielka assinou com o Everton em 4 de julho de 2007 por £4 milhões (o que valeira, hoje, cerca de R$ 20 milhões) em um contrato de cinco anos. Aquele foi maior valor já pago por um jogador do Sheffield United, concretizando assim a maior venda da história do clube. Ele fez sua estreia em casa no Goodison Park durante a pré-temporada contra o Werder Bremen, substituindo Joseph Yobo como zagueiro, em 31 de julho de 2007. Seu primeiro gol pelo Everton se deu num jogo contra o AZ Alkmaar, da Holanda, numa partida válida pela Europa League (então chamada Copa da UEFA). Em fevereiro de 9 de fevereiro de 2008, ele marcou pelo Everton pela primeira vez na Premier League, balançando as redes do Reading.
Assumiu a titularidade da equipe na temporada 2008–09. Jogou cada minuto de todas as partidas pela liga até se lesionar numa derrota por 2-1 fora de casa para o Manchester City. Ele foi eleito o Jogador do Mês de Fevereiro da Premier League pela FA. Não bastassem suas boas atuações, um dos maiores feitos da sua carreira ocorreu ainda em 2008, quando converteu o pênalti de classificação na disputa por pênaltis em cima do Manchester United, levando o Everton para a final da Copa da Inglaterra, o que não acontecia desde a década de 90. Durante o jogo, ele foi acusado de ter derrubado Danny Welbeck aos 68 minutos, com muitos afirmando ser uma penalidade, que o árbitro não marcou. Porém, Jagielka não pôde jogar a final da competição, pois durante a partida contra o Manchester City algumas semanas antes da grande final, sofreu uma lesão no ligamento cruzado anterior, e acabou ficando de fora por recomendações médicas. Mesmo sem o jovem zagueiro, o Everton fez uma boa partida aos olhos do público, mas acabou sendo derrotado pelo Chelsea por 2-1 em pleno Wembley Stadium, diante de quase 90 mil torcedores, de ambos os lados. Contudo, seus bons resultados e uma classificação ao segundo torneio mais importante da Inglaterra, abaixo apenas do próprio Campeonato Inglês, lhe renderam a sua primeira convocação para a equipe principal da Seleção Inglesa de Futebol.
Depois de ter ficado afastado o final da temporada de 2008–09 e mais de metade da temporada 2009–10, Jagielka fez o seu primeiro jogo de equipa desde a lesão no ligamento cruzado frente ao Sporting Clube de Portugal na UEFA Europa League, em Fevereiro de 2010, substituindo o lesionado Philippe Senderos.
2013–2019
Em 3 de janeiro de 2013, Jagielka assinou um novo contrato no Everton, mantendo-o no Goodison Park até 2017. Em abril de 2013, o técnico David Moyes anunciou que Jagielka seria indicado como capitão do clube para a temporada 2013-2014 após a aposentadoria de Phil Neville. E assim o fez: Phil Jagielka assumiu a função de capitão da equipe no início da temporada 2013-14.
Quando Moyes partiu para o Manchester United, o novo treinador Roberto Martínez afirmou que Jagielka seria um "capitão fenomenal". Na primeira temporada de Jagielka como capitão, o Everton acumulou 72 pontos na Premier League, terminando em quinto com a conquista de três prêmios no clube: Jogador da Temporada, Jogador da Temporada dos Jogadores e Gol da Temporada.
Em 27 de setembro de 2014, Jagielka marcou seu primeiro gol em duas temporadas com um meio-voleio de 27 metros contra o Liverpool no derby de Merseyside para empatar a partida aos 91 minutos. Em 6 de novembro de 2014, Jagielka marcou seu primeiro gol europeu em sete anos na vitória do Everton por 3-0 na fase de grupos da UEFA Europa League contra o Lille.
Jagielka recuperou seu lugar como zagueiro central do Everton em março de 2017, depois que Ramiro Funes Mori sofreu uma lesão no joelho em serviço internacional para a Seleção Argentina. Em abril de 2017, Jagielka marcou em três partidas consecutivas pelo Everton: primeiro, em um empate em 1 a 1 contra o Manchester United em Old Trafford em 4 de abril - seu primeiro gol em dois anos - e em 4 a 2 contra o Leicester City, no Goodison Park em 9 de abril e, finalmente, em uma vitória em casa por 3 a 1 sobre o Burnley em 15 de abril.
Em 2 de agosto de 2017, Jagielka estendeu seu contrato com o Everton por mais uma temporada, assegurando sua presença no clube até o verão de 2019.
Depois de se encontrar sem destaque entre os titulares do Everton durante a maior parte da temporada 2018-19, uma lesão em seu companheiro Michael Keane no aquecimento antes de um jogo contra o Arsenal em 7 de abril de 2019 colocou Jagielka em campo. Jagielka marcou o único gol do jogo no 10º minuto, que foi seu primeiro gol no Everton por dois anos. Ao fazer isso, e com 36 anos e 233 dias, ele se tornou o segundo jogador mais velho a marcar pelo Everton na era da Premier League, atrás de Richard Gough.
Em 4 de junho de 2019, Jagielka anunciou que deixaria o Everton após 12 anos, tendo feito 386 partidas pelo clube e marcando 19 vezes. É considerado um dos maiores ídolos do clube, e sua despedida foi marcada por homenagens do clube e também dos seus torcedores. Retornou ao Sheffield United.
Anunciou sua aposentadoria no dia 28 de novembro de 2023.

### Seleção Inglesa
Estreou pela Seleção Inglesa principal em 1 de junho de 2008 ante a Trinidad e Tobago. Além de amistosos, jogou na Copa do Mundo FIFA de 2010, Copa do Mundo FIFA de 2014 e Euro 2012 e e também nas classificatórias para a Euro 2016.